# Reprezentacja Kanady na Mistrzostwach Świata w Narciarstwie Klasycznym 2009
Reprezentacja Kanady na Mistrzostwach Świata w Narciarstwie Klasycznym 2009 liczyła 18 sportowców. Najlepszym wynikiem było 5. miejsce w sztafecie mężczyzn na 4 × 10 km.

## Medale

### Złote medale
Brak

### Srebrne medale
Brak

### Brązowe medale
Brak

## Wyniki

### Biegi narciarskie mężczyzn
Sprint
- Alex Harvey – 28. miejsce
- Phil Widmer – 30. miejsce
- Sean Crooks – 48. miejsce (odpadł w kwalifikacjach)

Sprint drużynowy
- George Grey, Devon Kershaw – 9. miejsce

Bieg na 15 km
- George Grey – 21. miejsce
- Alex Harvey – 36. miejsce
- Devon Kershaw – 37. miejsce
- Chris Butler – 54. miejsce

Bieg na 30 km
- Alex Harvey – 22. miejsce
- Devon Kershaw – 27. miejsce
- Ivan Babikov – 40. miejsce
- Chris Butler – 44. miejsce

Bieg na 50 km
- Ivan Babikov – 16. miejsce
- Chris Butler – 40. miejsce

Sztafeta 4 × 10 km
- Devon Kershaw, George Grey, Ivan Babikov, Alex Harvey – 5. miejsce

### Biegi narciarskie kobiet
Sprint
- Daria Gaiazova – 29. miejsce
- Perianne Jones – 55. miejsce (odpadła w kwalifikacjach)
- Shayla Swanson – 63. miejsce (odpadła w kwalifikacjach)

Sprint drużynowy
- Sara Renner, Perianne Jones – 6. miejsce

Bieg na 10 km
- Sara Renner – 9. miejsce
- Shayla Swanson – 46. miejsce
- Perianne Jones – 48. miejsce

Bieg na 15 km
- Sara Renner – 21. miejsce
- Daria Gaiazova – 47. miejsce
- Shayla Swanson – 48. miejsce

Bieg na 30 km
- Shayla Swanson – 40. miejsce
- Daria Gaiazova – nie ukończyła
- Sara Renner – nie wystartowała

### Kombinacja norweska
Gundersen HS 134 / 10 km
- Jason Myslicki – 37. miejsce

Start masowy (10 km + 2 serie skoków na skoczni K90)
- Wesley Savill – 50. miejsce

Gundersen (1 seria skoków na skoczni K90 + 10 km)
- Jason Myslicki – 42. miejsce
- Wesley Savill – 43. miejsce

### Skoki narciarskie mężczyzn
Normalna skocznia indywidualnie HS 100
- Stefan Read – 42. miejsce
- Mackenzie Boyd-Clowes – odpadł w kwalifikacjach

Duża skocznia indywidualnie HS 134
- Mackenzie Boyd-Clowes – 46. miejsce
- Stefan Read – odpadł w kwalifikacjach

### Skoki narciarskie kobiet
Normalna skocznia indywidualnie HS 100
- Nata De Leeuw – 11. miejsce
- Katie Willis – 19. miejsce